# 福雷斯特霍姆鎮區 (密歇根州)
福雷斯特霍姆鎮區（英語：Forest Home Township）是位於美國密歇根州安特里姆縣的一個行政鎮區。

## 地方資料
福雷斯特霍姆鎮區的面積為86.80平方千米，當中陸地面積為62.50平方千米，而水域面積為24.30平方千米。根據2020年美國人口普查的數據，當地共有人口1675人，而人口密度為每平方千米19.3人。